# Fosca (opéra)
 (septembre 2023).
La mise en forme du texte ne suit pas les recommandations de Wikipédia : il faut le « wikifier ».
Les points d'amélioration suivants sont les cas les plus fréquents. Le détail des points à revoir est peut-être précisé sur la page de discussion.
- Les titres sont pré-formatés par le logiciel. Ils ne sont ni en capitales, ni en gras.
- Le texte ne doit pas être écrit en capitales (les noms de famille non plus), ni en gras, ni en italique, ni en « petit »…
- Le gras n'est utilisé que pour surligner le titre de l'article dans l'introduction, une seule fois.
- L'italique est rarement utilisé : mots en langue étrangère, titres d'œuvres, noms de bateaux, etc.
- Les citations ne sont pas en italique mais en corps de texte normal. Elles sont entourées par des guillemets français : « et ».
- Les listes à puces sont à éviter, des paragraphes rédigés étant largement préférés. Les tableaux sont à réserver à la présentation de données structurées (résultats, etc.).
- Les appels de note de bas de page (petits chiffres en exposant, introduits par l'outil «  Source ») sont à placer entre la fin de phrase et le point final[comme ça].
- Les liens internes (vers d'autres articles de Wikipédia) sont à choisir avec parcimonie. Créez des liens vers des articles approfondissant le sujet. Les termes génériques sans rapport avec le sujet sont à éviter, ainsi que les répétitions de liens vers un même terme.
- Les liens externes sont à placer uniquement dans une section « Liens externes », à la fin de l'article. Ces liens sont à choisir avec parcimonie suivant les règles définies. Si un lien sert de source à l'article, son insertion dans le texte est à faire par les notes de bas de page.
- La présentation des références doit suivre les conventions bibliographiques. Il est recommandé d'utiliser les modèles {{Ouvrage}}, {{Chapitre}}, {{Article}}, {{Lien web}} et/ou {{Bibliographie}}. Le mode d'édition visuel peut mettre en forme automatiquement les références.
- Insérer une infobox (cadre d'informations à droite) n'est pas obligatoire pour parachever la mise en page.

Pour une aide détaillée, merci de consulter Aide:Wikification.
Si vous pensez que ces points ont été résolus, vous pouvez retirer ce bandeau et améliorer la mise en forme d'un autre article.
 (septembre 2023).
Si vous disposez d'ouvrages ou d'articles de référence ou si vous connaissez des sites web de qualité traitant du thème abordé ici, merci de compléter l'article en donnant les références utiles à sa vérifiabilité et en les liant à la section « Notes et références ».
Fosca est un opera seria en quatre actes du compositeur brésilien Antônio Carlos Gomes sur un livret en italien d'Antonio Ghislanzoni d'après le roman de Luigi Capranica (it), La festa delle Marie (1869).
Il est créé le 16 février 1873 à La Scala de Milan.

## Résumé
Istrie et Venise. Xe siècle

### Acte I
Près de Piran, en Istrie, se trouve un repaire de pirates. L'action commence lorsque ces pirates entonnent le refrain "No ! No ! Un pirata alle sue promesse non può limp !". Ils se réjouissent de leurs prochains raids. Gajolo, leur chef,  veut enlever des jeunes mariées qui participent à la "fête des Marie" à la basilique San Pietro di Castello, à Venise. Paolo, un capitaine vénitien, a été enlevé par les pirates : Gajolo ordonne à Cambro de se rendre à Venise et de retrouver le père de Paolo, Michele Giotta, pour qu'il paie la rançon de son fils. Fosca, qui aime Paolo, suggère de prendre l'argent sans libérer Paolo : les pirates rejettent ce plan déshonorant. Elle ne veut pas que son bien-aimé soit libéré et chante un bel air d'amour "Ah ! Fratello ! Cedi al grido del mio straziato cor !" Fosca entre ensuite dans la grotte où Paolo est emprisonné, déclare son amour au jeune homme et lui demande de rester, mais Paolo a d'abord peur, croyant qu'elle est venue lui annoncer sa mort, et lui répond ensuite qu'il veut retourner à Venise auprès de son père, et de Delia, sa fiancée. Gajolo réapparaît avec Michele Giotta, qui a payé la rançon et rentre à Venise avec son fils. Cambro demande à Fosca quelle pourrait être sa récompense s'il pouvait lui remettre Delia. Elle répond : "Je t'épouserai".

### Acte II
Scène 1
La maison de Delia à Venise. Paolo et Delia doivent se marier dans une heure. Delia, aux pieds de Paolo, lui demande de ne plus jamais la quitter : elle ne peut rester loin de lui longtemps et il est son seul véritable amour. Lorsque Paolo évoque l'amour que lui portait Fosca lorsqu'il était prisonnier, il éveille la jalousie de Delia. Paolo la rassure.
Dans la rue, un vendeur (Cambro, déguisé en marchand turc) propose à Delia de lui vendre des bijoux de valeur. Elle refuse. Paolo et Delia échangent des adieux affectueux et partent dans des directions opposées afin de terminer les préparatifs du mariage. Cambro se réjouit à l'idée d'enlever Delia.
Scène 2
La piazza devant basilique San Pietro 
Un grand nombre de personnes se réunissent sur la place. Une gondole s'arrête sur un quai et Fosca en descend. Les pirates et Fosca attendent le signal de Cambro pour passer à l'action. Cambro dit aux pirates de se déguiser. 
À l'intérieur de l'église, les gens chantent tandis que les pirates entourent l'église, se mêlant à la foule. La marche nuptiale commence, tout le monde chante. Gajolo est surpris de voir Fosca à l'intérieur de l'église, mais elle le rassure en lui disant qu'elle n'a pas l'intention de perturber son raid. Quand le cortège nuptial arrive, Fosca s'en prend pourtant à Paolo et chante un air haineux contre lui et Delia, "L'aborrita rivale , da Paolo amata, all'odio mio fatal non sfuggirà !". Fosca tente de blesser Paolo et Delia avec un poignard, tandis que les autres pirates se battent contre les Vénitiens, faisant plusieurs blessés. Certains des pirates emportent Delia, à la grande joie de Fosca ; des Vénitiens arrêtent Gajolo ; mais Fosca repart, emmenant Paolo, à nouveau prisonnier.

### Acte III
Le repaire des pirates en Istrie, une grotte sombre. Delia descend d'un bateau. Elle ne pense qu'à son cher Paolo. Fosca lui dit que Paolo est vivant, mais qu'il est maintenant en son pouvoir. Delia lui demande qui elle est. Fosca lui raconte tout ce qui s'est passé, et ensemble elles chantent un magnifique duo, "Vieni ecogli l'instante che allá clemenza s'apre il mio cor". 
Delia ne songe qu'à sauver Paolo : elle lui propose de mourir à la place de Paolo, ou de devenir l'esclave de Fosca, qui est émue par son sacrifice. 
Cambro annonce à Fosca que Gajolo doit être exécuté dans trois jours. Fosca réfléchit à un moyen de sauver son frère. Elle et Cambro se promettent de se venger s'il meurt.

### Acte IV
Scène 1Le palais des Doges à Venise
Michele Giotta, le père de Paolo, est impatient d'avoir des nouvelles de son fils. Le doge organise une flotte et déclare qu'il la commandera. Gajolo demande une audience : il déclare que Fosca et Cambro ont répandu la nouvelle de sa propre mort : les pirates veulent maintenant tuer Paolo et Delia. Michele Giotta demande la clémence pour son fils. 
Gajolo s'engage à retourner en Istrie : s'il trouve Paolo vivant, il le renverra à Venise avec Délia ; s'il ne les trouve pas vivants, il reviendra à Venise et se rendra. Le Doge accepte de libérer Gajolo, il part avec Michele Giotta.
Scène 2Même endroit qu'au premier acte. Les pirates dorment.
Paolo pensant que Delia est morte, aspire à sa propre mort. Fosca entre avec des pirates et leur dit d'arrêter Paolo parce que sa vengeance n'est pas encore terminée. Paolo, triste, ne se soucie pas de son arrestation. Ils amènent Delia, qui veut serrer son bien-aimé dans ses bras, mais Fosca l'en empêche. Paolo et Delia demandent la clémence. Fosca offre du poison à Delia, disant qu'elle libérera Paolo si la jeune Vénitienne le boit. Paolo rejette avec colère la proposition de Fosca. Delia ne sait plus ce qu'elle doit faire, et Fosca se moque d'elle, ordonne aux pirates de tuer Paolo et donne le poison à Delia, qui s'apprête à le boire.
On entend alors la voix de Gajolo qui ordonne aux pirates de libérer Paolo et Delia et de les renvoyer vers Venise, sinon c'est lui qui devra mourir. Les deux amoureux se réjouissent de recouvrer leur liberté. Fosca boit le poison. Gajolo raconte à ses amis pirates qu'il a tué Cambro pour sa trahison. Fosca, mourante, demande à Paolo et Delia de rester ensemble, demande leur pardon : ils le lui accordent en disant qu'ils se souviendront toujours d'elle. 
Gajolo et les pirates se préparent à se défendre contre les Vénitiens qui ont dû découvrir leur repaire. Fosca demande à son frère de l'aider à se relever et fait ses adieux à Paolo et Delia en chantant "Ecco sul legno ascendono Paolo ohimè ; per sempre addio !". Elle meurt dans les bras de son frère Gajolo qui, avec les pirates, promet de se venger de Venise.